# Ejército Popular de Cataluña
No se debe confundir a esta organización con el Exèrcit Popular Català o Ejército popular de Cataluña (EPOCA), una organización terrorista que promovía la separación de Cataluña de España, activa entre 1976 y 1980.
El Ejército Popular de Cataluña (en catalán: Exèrcit Popular de Catalunya) fue una unidad militar creada por la Generalidad de Cataluña durante la Guerra Civil Española. Su existencia, más teórica que real, ya que la estructura original de las milicias populares continuó existiendo a pesar de los esfuerzos de la Generalidad, que se encontró con muchas dificultades para intentar constituir un «ejército nacional» catalán, fue corta, y después de los Sucesos de mayo de 1937 fue disuelto y su estructura asumida por el Ejército republicano, que militarizó definitivamente a las milicias de Cataluña y Aragón. 

## Historia
Tras el estallido de la contienda, la Generalidad de Cataluña empezó asumir competencias que no le correspondían según la Constitución republicana y también según su propio Estatuto de Autonomía. El 31 de julio el Gobierno de la Generalidad estableció una Consejería de Defensa, órgano claramente inconstitucional dado que las competencias de defensa eran del Gobierno de Madrid. La Generalidad también organizó una industria de guerra propia. En otoño, tras el decreto del Gobierno central por el que se militarizaban las milicias, la Generalidad dio los primeros pasos para la creación de un «ejército catalán». 
El 6 de diciembre de 1936 se decretó la creación del «Ejército Popular de Cataluña», decreto firmado por el consejero de Defensa, Felipe Díaz Sandino. El despliegue del nuevo ejército estuvo basado teóricamente por nueve regimientos de infantería, tres regimientos de artillería y otros grupos mixtos de apoyo. Se decidió apostar por la organización en regimientos —y no en brigadas mixtas— que estarían compuestos por unos 6500 efectivos, los cuales podrían organizarse en divisiones. El 16 de diciembre fueron establecidas 3 divisiones «administrativas»: la 1.ª, con sede en Barcelona, estaba al mando del coronel Guillermo de la Peña Cusi; la 2.ª, con sede en Gerona, estaba al mando del coronel José Villalba Rubio; y por último la 3.ª, con sede en Tarragona, estaba al mando del comandante Eduardo Medrano Rivas. En teoría sus fuerzas eran teóricamente de unos 40.000 hombres, pero estas fuerzas lo eran más sobre el papel y en la realidad sus efectivos debían ser mucho menores.
Las autoridades catalanas no tardaron mucho tiempo en encontrarse con importantes dificultades. Era evidente que el Gobierno republicano, que meses antes ya había creado el Ejército Popular, no simpatizaba con la idea de la Generalidad. Dentro de la propia Cataluña, el PSUC y la UGT tampoco apoyaban esta iniciativa, y muy al contrario, apoyaban que las milicias de Cataluña y del Frente de Aragón adoptaran la estructura del Ejército Popular de la República, lo que incluía su militarización. En el caso de los anarquistas, estos no eran especialmente entusiastas y si no se opusieron al proyecto militar de la Generalidad fue porque ello les permitía seguir manteniendo una independencia que perderían si se veían sometidos a la militarización e integración en el Ejército republicano.
El 20 de febrero el coronel Vicente Guarner, subsecretario de la Consejería de Defensa, firmó un decreto que reorganizó la estructura del Ejército catalán. Dispondría ahora de cinco divisiones («Ascaso», «Durruti», «Jubert», «Carlos Marx» y «Lenin») formadas a partir de las antiguas columnas milicianas y también dos agrupaciones independientes —las antiguas columnas Macià-Companys y Volant Catalana—, todas ellas dispuestas en el Frente de Aragón. Se constituyeron varias unidades más de apoyo, como batallones de ametralladoras en la retaguardia, pero la anterior estructura de milicias se mantuvo intacta y la medida no tuvo un gran efecto. Por ejemplo, la Consejería de Defensa no podía nombrar jefes de las unidades anarquistas y debían elegirlos a partir de una lista que confeccionaba el Comité regional de Defensa de la CNT.
Tras los Sucesos de mayo de 1937, el Gobierno republicano recuperó sus competencias en materia de defensa. El general Sebastián Pozas asumió el mando militar en Cataluña. El Ejército catalán desapareció y sus unidades fueron integradas en el Ejército republicano. Todas estas unidades quedaron integradas en el Ejército del Este, que asumió la estructura del antiguo Ejército de Cataluña y pasó a guarnecer el Frente de Aragón.